# Prepona insulicola
Prepona insulicola är en fjärilsart som beskrevs av Hans Fruhstorfer 1897. Prepona insulicola ingår i släktet Prepona och familjen praktfjärilar. Inga underarter finns listade i Catalogue of Life.